# Nati nel 1974/Gennaio
| Questa pagina contiene informazioni ricavate automaticamente dalle voci biografiche con l'ausilio del template Bio e di un bot. L'aggiornamento è periodico e automatico e ricostruisce completamente la pagina. Se manca una persona in questa lista, sei pregato di non aggiungerla, ma accertati piuttosto che la sua voce biografica contenga il template Bio e che i dati anagrafici siano correttamente compilati. Se il template Bio manca, inseriscilo tu stesso o, in alternativa, metti l'avviso {{tmp\|Bio}} che ne segnala la mancanza. Se i dati riportati sono sbagliati, correggi direttamente la voce biografica; le modifiche saranno visibili in questa lista entro pochi giorni. Per chiarimenti vedi il progetto biografie. La lista contiene solo le 398 persone che sono citate nell'enciclopedia e per le quali è stato implementato correttamente il template Bio. Pagina aggiornata al 18 lug 2025. |

- 1º gennaio - Azad, rapper tedesco
- 1º gennaio - Dror Barak, attore pornografico e modello israeliano († 2012)
- 1º gennaio - Mehdi Ben Slimane, ex calciatore tunisino
- 1º gennaio - Mario Benetton, ex pistard italiano
- 1º gennaio - Aleh Bjabenin, giornalista bielorusso († 2010)
- 1º gennaio - Clare Calbraith, attrice britannica
- 1º gennaio - Abha Dawesar, scrittrice indiana
- 1º gennaio - Ivone De Franceschi, dirigente sportivo, allenatore di calcio e ex calciatore italiano
- 1º gennaio - Gianluca Hervatin, allenatore di calcio e ex calciatore italiano
- 1º gennaio - Emine Kara, attivista curda († 2022)
- 1º gennaio - Derek Kilmer, politico statunitense
- 1º gennaio - Chatuna Lorig, arciera georgiana
- 1º gennaio - Wlady, disc jockey e produttore discografico italiano
- 1º gennaio - Madeleine Peyroux, cantautrice statunitense
- 1º gennaio - Teksin Pircanli, attrice turca
- 1º gennaio - Thenmuli Rajaratnam, terrorista indiana († 1991)
- 1º gennaio - Emiliano Salvetti, allenatore di calcio e ex calciatore italiano
- 1º gennaio - İsmet Taşdemir, allenatore di calcio e ex calciatore turco
- 1º gennaio - Giōrgos Theodotou, ex calciatore cipriota
- 2 gennaio - Helen Clitheroe, ex mezzofondista e siepista britannica
- 2 gennaio - Simone Confalone, allenatore di calcio e ex calciatore italiano
- 2 gennaio - Vanessa Dumas, ex cestista francese
- 2 gennaio - Slavko Duščak, ex cestista e allenatore di pallacanestro sloveno
- 2 gennaio - Ludmila Formanová, ex mezzofondista e velocista ceca
- 2 gennaio - Michèle George, cavallerizza belga
- 2 gennaio - Adalgisa Impastato, ex cestista italiana
- 2 gennaio - Juha Lind, ex hockeista su ghiaccio finlandese
- 2 gennaio - Amy Mainzer, astronoma statunitense
- 2 gennaio - Jean Nuttli, ex ciclista su strada svizzero
- 2 gennaio - Tomáš Řepka, ex calciatore ceco
- 2 gennaio - Jason de Vos, allenatore di calcio e ex calciatore canadese
- 2 gennaio - Yin Yin, ex pallavolista cinese
- 3 gennaio - Davide Ancilotto, cestista italiano († 1997)
- 3 gennaio - Kentarō Itō, doppiatore giapponese
- 3 gennaio - Allan Joensen, ex calciatore faroese
- 3 gennaio - Katie Porter, politica statunitense
- 3 gennaio - MV Bill, rapper, attore e scrittore brasiliano
- 3 gennaio - Alessandro Petacchi, ex ciclista su strada italiano
- 3 gennaio - Juan Pérez, ex pallamanista spagnolo
- 3 gennaio - Franck Riester, politico francese
- 3 gennaio - Frank Schmidt, allenatore di calcio e ex calciatore tedesco
- 3 gennaio - Michail Segal, regista russo
- 3 gennaio - Pablo Thiam, ex calciatore guineano
- 3 gennaio - Todd Warriner, ex hockeista su ghiaccio canadese
- 3 gennaio - Kevin Watson, allenatore di calcio e ex calciatore inglese
- 3 gennaio - Faat Zakirov, ex ciclista su strada russo
- 4 gennaio - Ottaviano Andriani, maratoneta italiano
- 4 gennaio - Brusco, cantante e rapper italiano
- 4 gennaio - Giorgio Caputo, attore italiano
- 4 gennaio - Giorgio Contini, allenatore di calcio e ex calciatore svizzero
- 4 gennaio - Robert Dinu, ex pallanuotista rumeno
- 4 gennaio - Krzysztof Dryja, ex cestista polacco
- 4 gennaio - Angela Espinoza, schermitrice colombiana
- 4 gennaio - Vanessa Gravina, attrice e regista teatrale italiana
- 4 gennaio - Danilo Hondo, ex ciclista su strada, pistard e dirigente sportivo tedesco
- 4 gennaio - Apollyon, chitarrista, bassista e cantante norvegese
- 4 gennaio - Flora Montgomery, attrice britannica
- 4 gennaio - Fernando Sanz, ex calciatore spagnolo
- 4 gennaio - Andrea Sottil, allenatore di calcio e ex calciatore italiano
- 4 gennaio - Christopher Stewart, paroliere e produttore discografico statunitense
- 4 gennaio - Armin Zöggeler, ex slittinista italiano
- 5 gennaio - Kengo Hanazawa, fumettista giapponese
- 5 gennaio - Vladïmïr Logïnov, ex calciatore kazako
- 5 gennaio - Pippo Lorusso, attore e conduttore radiofonico italiano
- 5 gennaio - Vardan Minasyan, allenatore di calcio e ex calciatore armeno
- 5 gennaio - Ryan Minor, cestista, giocatore di baseball e allenatore di baseball statunitense († 2023)
- 5 gennaio - Aleksej Panfili, pallanuotista russo
- 5 gennaio - Paolo Pintacuda, sceneggiatore e scrittore italiano
- 5 gennaio - Iwan Thomas, ex velocista britannico
- 6 gennaio - Edgars Burlakovs, ex calciatore lettone
- 6 gennaio - Paolo Camossi, ex triplista, ex lunghista e allenatore di atletica leggera italiano
- 6 gennaio - Milka Chulina, modella venezuelana
- 6 gennaio - Fernando Correa, allenatore di calcio e ex calciatore uruguaiano
- 6 gennaio - Paul Grant, ex cestista e allenatore di pallacanestro statunitense
- 6 gennaio - L. T. Hutton, produttore discografico e produttore cinematografico statunitense
- 6 gennaio - Svitlana Kozačenko, ex cestista ucraina
- 6 gennaio - Lee Sang-il, regista e sceneggiatore sudcoreano
- 6 gennaio - Elisa Miniati, dirigente sportiva, allenatrice di calcio e ex calciatrice italiana
- 6 gennaio - Yuko Morimoto, ex calciatrice giapponese
- 6 gennaio - Ilenia Petracalvina, giornalista, conduttrice televisiva e autrice televisiva italiana
- 6 gennaio - Dion Waller, ex rugbista a 15 neozelandese
- 6 gennaio - Barry Williams, rugbista a 15 e allenatore di rugby a 15 britannico
- 7 gennaio - Navigator Dzinkambani, calciatore malawiano († 2006)
- 7 gennaio - Julen Guerrero, ex calciatore spagnolo
- 7 gennaio - İbrahim Kutluay, ex cestista turco
- 7 gennaio - Vance McAllister, politico statunitense
- 7 gennaio - Edym, fumettista italiano
- 7 gennaio - Svetlana Metkina, attrice e produttrice cinematografica russa
- 7 gennaio - Giuseppe Pollicelli, giornalista, saggista e regista cinematografico italiano
- 7 gennaio - Köbi Wyssen, ex sciatore alpino svizzero
- 7 gennaio - Yu Genwei, allenatore di calcio, dirigente sportivo e ex calciatore cinese
- 8 gennaio - Kristian Bergström, ex calciatore svedese
- 8 gennaio - Adriana Bombom, showgirl, conduttrice televisiva e attrice brasiliana
- 8 gennaio - Manlio Castagna, scrittore, regista e sceneggiatore italiano
- 8 gennaio - Olga Cazac, ex cestista uzbeka
- 8 gennaio - Jürg Grünenfelder, ex sciatore alpino svizzero
- 8 gennaio - Stany Kempompo Ngangola, ex nuotatore congolese (Repubblica Democratica del Congo)
- 8 gennaio - Michel Martone, giurista italiano
- 8 gennaio - Fethi Missaoui, ex pugile tunisino
- 8 gennaio - Massimiliano Mori, ex ciclista su strada italiano
- 8 gennaio - Francesco Nirta, mafioso italiano
- 8 gennaio - Pieter Omtzigt, politico olandese
- 9 gennaio - Farhan Akhtar, regista, attore e produttore cinematografico indiano
- 9 gennaio - Pablo Calanchini, ex rugbista a 15 italiano
- 9 gennaio - Stevie Crawford, allenatore di calcio e ex calciatore scozzese
- 9 gennaio - Darren Debono, ex calciatore maltese
- 9 gennaio - Wangyel Dorji, ex calciatore bhutanese
- 9 gennaio - Grant Doyle, tennista australiano
- 9 gennaio - Omari Hardwick, attore statunitense
- 9 gennaio - Nicole Johnson Baker, modella statunitense
- 9 gennaio - Christian Nielsen, allenatore di calcio e dirigente sportivo danese
- 9 gennaio - Ramón Nomar, attore pornografico spagnolo
- 9 gennaio - Nicola Romaniello, allenatore di calcio e ex calciatore italiano
- 9 gennaio - Sávio, ex calciatore brasiliano
- 9 gennaio - Kenta Shinohara, fumettista giapponese
- 9 gennaio - Jamain Stephens, ex giocatore di football americano statunitense
- 10 gennaio - Pasquale Bonavota, mafioso italiano
- 10 gennaio - Johan Botha, ex mezzofondista sudafricano
- 10 gennaio - Jemaine Clement, comico, attore e sceneggiatore neozelandese
- 10 gennaio - Kat Coiro, regista, attrice e sceneggiatrice statunitense
- 10 gennaio - Luciano Crapa, ex calciatore belga
- 10 gennaio - Davide Dionigi, allenatore di calcio e ex calciatore italiano
- 10 gennaio - John Fassel, allenatore di football americano statunitense
- 10 gennaio - Khadija Jaballah, atleta paralimpica tunisina
- 10 gennaio - Andrej Korneev, nuotatore russo († 2014)
- 10 gennaio - Kelly Marcel, sceneggiatrice, attrice e regista britannica
- 10 gennaio - Steve Marlet, allenatore di calcio e ex calciatore francese
- 10 gennaio - Sebastián Pacheco, allenatore di calcio a 5 e ex giocatore di calcio a 5 argentino
- 10 gennaio - Bob Peeters, allenatore di calcio e ex calciatore belga
- 10 gennaio - Vincenzo Riccio, allenatore di calcio e ex calciatore italiano
- 10 gennaio - Hrithik Roshan, attore indiano
- 10 gennaio - Sabrina Setlur, rapper, personaggio televisivo e attrice tedesca
- 10 gennaio - Gur Shelef, ex cestista israeliano
- 10 gennaio - Beata Sokołowska-Kulesza, canoista polacca
- 10 gennaio - R.A. the Rugged Man, rapper statunitense
- 10 gennaio - Patrick Timpone, ex hockeista su ghiaccio italiano
- 10 gennaio - Stefano Trinchera, dirigente sportivo italiano
- 10 gennaio - Mansueto Velasco, ex pugile filippino
- 10 gennaio - Japhet Zwane, ex calciatore sudafricano
- 11 gennaio - Paolo Cozzi, allenatore di calcio e ex calciatore italiano
- 11 gennaio - Giuseppe Filianoti, tenore italiano
- 11 gennaio - Robert Górski, ex calciatore polacco
- 11 gennaio - Michael Kohlmann, allenatore di tennis e ex tennista tedesco
- 11 gennaio - Goran Lozanovski, allenatore di calcio e ex calciatore australiano
- 11 gennaio - Jens Nowotny, allenatore di calcio e ex calciatore tedesco
- 11 gennaio - Jesús Rey, allenatore di calcio a 5 e preparatore atletico spagnolo
- 11 gennaio - Oleg Supereko, pittore russo
- 11 gennaio - Jan Wayne, disc jockey tedesco
- 11 gennaio - Xiong Ni, ex tuffatore cinese
- 11 gennaio - Marcelo dos Reis Soares, ex giocatore di calcio a 5 brasiliano
- 11 gennaio - Max von Essen, attore e tenore statunitense
- 12 gennaio - Claudia Conserva, attrice e conduttrice televisiva cilena
- 12 gennaio - Alpin Gallo, allenatore di calcio e ex calciatore albanese
- 12 gennaio - Christopher Gartin, attore statunitense
- 12 gennaio - Tor-Arne Hetland, fondista norvegese
- 12 gennaio - Rob Hickey, ex cestista neozelandese
- 12 gennaio - Eri Irianto, calciatore indonesiano († 2000)
- 12 gennaio - Richard Kitzbichler, allenatore di calcio e ex calciatore austriaco
- 12 gennaio - Melanie C, cantautrice britannica
- 12 gennaio - Ivica Mornar, ex calciatore croato
- 12 gennaio - Arkadiusz Onyszko, allenatore di calcio e ex calciatore polacco
- 12 gennaio - Milen Petkov, ex calciatore bulgaro
- 12 gennaio - Nina Proll, attrice austriaca
- 12 gennaio - Hamilton Ricard, ex calciatore colombiano
- 12 gennaio - Luca Ricci, scrittore italiano
- 12 gennaio - Aaron Seltzer, regista, sceneggiatore e produttore cinematografico canadese
- 12 gennaio - Piotr Serafin, diplomatico, funzionario e politico polacco
- 12 gennaio - Séverine Vandenhende, ex judoka francese
- 12 gennaio - Remigijus Šimašius, politico lituano
- 13 gennaio - Sergej Brylin, allenatore di hockey su ghiaccio e ex hockeista su ghiaccio russo
- 13 gennaio - Jorge Cabrera, ex cestista uruguaiano
- 13 gennaio - Thierry Debès, ex calciatore francese
- 13 gennaio - Leonardo Alberto Fernández, ex calciatore argentino
- 13 gennaio - Sergej Garbuzov, ex pallanuotista russo
- 13 gennaio - Veronica Gervaso, giornalista e conduttrice televisiva italiana
- 13 gennaio - Mira Kunnasluoto, cantante finlandese
- 13 gennaio - Urs Kunz, ex combinatista nordico svizzero
- 13 gennaio - Marios Kyriakou, ex calciatore cipriota
- 13 gennaio - Matt Lepsis, ex giocatore di football americano statunitense
- 13 gennaio - Will McCormack, attore, produttore cinematografico e sceneggiatore statunitense
- 13 gennaio - Frédéric Patouillard, ex calciatore francese
- 13 gennaio - Antonio Prieto Lucena, vescovo cattolico spagnolo
- 13 gennaio - Roberto Recchioni, fumettista italiano
- 13 gennaio - Mark Sanger, montatore inglese
- 13 gennaio - Jason Sasser, ex cestista e allenatore di pallacanestro statunitense
- 14 gennaio - Kevin Durand, attore canadese
- 14 gennaio - Nancy Johnson, tiratrice a segno statunitense
- 14 gennaio - Stauroula Kozompolī, pallanuotista greca
- 14 gennaio - Jorge Leitão, allenatore di calcio e ex calciatore portoghese
- 14 gennaio - Fabiana Luperini, dirigente sportiva e ex ciclista su strada italiana
- 14 gennaio - Federico Lussenhoff, ex calciatore argentino
- 14 gennaio - Rastislav Michalík, ex calciatore slovacco
- 14 gennaio - Lies Visschedijk, attrice, doppiatrice e conduttrice radiofonica olandese
- 15 gennaio - César Capilla, attore, regista e doppiatore spagnolo
- 15 gennaio - Noriko Hamaguchi, ex cestista giapponese
- 15 gennaio - Jan Holický, ex sciatore alpino ceco
- 15 gennaio - Adam Ledwoń, calciatore polacco († 2008)
- 15 gennaio - Park Myeong-ae, ex cestista sudcoreana
- 15 gennaio - Hideki Uchidate, ex calciatore giapponese
- 16 gennaio - Frédéric Dindeleux, ex calciatore francese
- 16 gennaio - Brent Hinds, chitarrista statunitense
- 16 gennaio - Mattias Jonson, ex calciatore svedese
- 16 gennaio - Gaëtan Llorach, ex sciatore alpino francese
- 16 gennaio - Kate Moss, supermodella e stilista britannica
- 16 gennaio - Jürgen Ospelt, ex calciatore liechtensteinese
- 16 gennaio - Thomas Pool, ex sciatore alpino svizzero
- 16 gennaio - Dagmar Tučková, ex cestista ceca
- 16 gennaio - Kati Winkler, ex danzatrice su ghiaccio tedesca
- 17 gennaio - Marco Antonio Barrera, pugile messicano
- 17 gennaio - Ladan e Laleh Bijani, iraniana († 2003)
- 17 gennaio - Dror Cohen, ex cestista e allenatore di pallacanestro israeliano
- 17 gennaio - Mitja Fomin, cantante, danzatore e produttore discografico russo
- 17 gennaio - Annemarie Jacir, regista, sceneggiatrice e produttrice cinematografica palestinese
- 17 gennaio - Luigi Mazzone, schermidore, dirigente sportivo e medico italiano
- 17 gennaio - Alan Tomidy, ex cestista statunitense
- 17 gennaio - Robin Verling, ex calciatore liechtensteinese
- 17 gennaio - Yang Chen, allenatore di calcio e ex calciatore cinese
- 18 gennaio - Zulema Arroyos, ex cestista messicana
- 18 gennaio - Nicola Chesini, ex ciclista su strada italiano
- 18 gennaio - Claire Coombs, principessa belga
- 18 gennaio - Morena Gallizio, ex sciatrice alpina italiana
- 18 gennaio - Tri Kusharyanto, ex giocatore di badminton indonesiano
- 18 gennaio - Steve Lomas, allenatore di calcio e ex calciatore nordirlandese
- 18 gennaio - Vladimir Miholjević, dirigente sportivo e ex ciclista su strada croato
- 18 gennaio - Monique Morehouse, ex cestista statunitense
- 18 gennaio - Maulik Pancholy, attore statunitense
- 18 gennaio - Ansar Razak, calciatore indonesiano († 1998)
- 18 gennaio - Christoph Roodhooft, ex ciclista su strada e dirigente sportivo belga
- 18 gennaio - Elena Smurova, ex pallanuotista russa
- 18 gennaio - Thibaut Vallette, cavaliere francese
- 18 gennaio - Benedikt Weber, conduttore televisivo e doppiatore tedesco
- 19 gennaio - Dainius Adomaitis, allenatore di pallacanestro e ex cestista lituano
- 19 gennaio - Badran Al-Shaqran, ex calciatore giordano
- 19 gennaio - Marcelo Baron, ex calciatore brasiliano
- 19 gennaio - Alessandro Conticchio, allenatore di calcio e ex calciatore italiano
- 19 gennaio - Francesco Cozza, allenatore di calcio e ex calciatore italiano
- 19 gennaio - Demetrius Ferreira, ex calciatore brasiliano
- 19 gennaio - Emilia Garito, ingegnera italiana
- 19 gennaio - Walter Jones, ex giocatore di football americano statunitense
- 19 gennaio - Ian Laperrière, ex hockeista su ghiaccio canadese
- 19 gennaio - Natassia Malthe, modella e attrice norvegese
- 19 gennaio - Brian Martin, ex slittinista statunitense
- 19 gennaio - Jaime Moreno, ex calciatore e allenatore di calcio boliviano
- 19 gennaio - Tarik Oulida, ex calciatore olandese
- 19 gennaio - Pablo Quatrocchi, allenatore di calcio e ex calciatore argentino
- 19 gennaio - Stefano Tessadri, cantautore italiano
- 20 gennaio - Komlan Assignon, ex calciatore togolese
- 20 gennaio - Evgenij Charlačëv, allenatore di calcio e ex calciatore russo
- 20 gennaio - David Dei, allenatore di calcio e ex calciatore italiano
- 20 gennaio - Stevimir Ercegovac, ex pesista croato
- 20 gennaio - Simona Ghisellini, ex pallavolista e allenatrice di pallavolo italiana
- 20 gennaio - Alvin Harrison, ex velocista statunitense
- 20 gennaio - Calvin Harrison, ex velocista statunitense
- 20 gennaio - Vjekoslav Kobešćak, ex pallanuotista e allenatore di pallanuoto croato
- 20 gennaio - Florian Maurice, ex calciatore francese
- 20 gennaio - Hans Erik Ødegaard, allenatore di calcio e ex calciatore norvegese
- 20 gennaio - Valeria Parrella, scrittrice, drammaturga e giornalista italiana
- 20 gennaio - Marianna Salchinger, ex sciatrice alpina austriaca
- 20 gennaio - Tengku Muhammad Faiz Petra, principe malese
- 20 gennaio - Rae Carruth, ex giocatore di football americano statunitense
- 21 gennaio - Malena Alterio, attrice argentina
- 21 gennaio - Maxwell Atoms, disegnatore statunitense
- 21 gennaio - Kim Dotcom, imprenditore e informatico tedesco
- 21 gennaio - Tania Ferrazza, ex cestista e allenatrice di pallacanestro italiana
- 21 gennaio - Arthémon Hatungimana, ex mezzofondista burundese
- 21 gennaio - Dave Joerger, allenatore di pallacanestro statunitense
- 21 gennaio - Vincent Laresca, attore statunitense
- 21 gennaio - Rove McManus, conduttore televisivo australiano
- 21 gennaio - Haris Mujezinović, ex cestista bosniaco
- 21 gennaio - Alessandro Pastacci, politico italiano
- 21 gennaio - Aleksandr Şatskïx, calciatore kazako († 2020)
- 21 gennaio - Marco Zanotti, ex ciclista su strada italiano
- 22 gennaio - Sandy Allan, ex hockeista su ghiaccio canadese
- 22 gennaio - Jörg Böhme, allenatore di calcio e ex calciatore tedesco
- 22 gennaio - Eva Cruz, ex pallavolista e allenatrice di pallavolo portoricana
- 22 gennaio - Barbara Dex, cantante belga
- 22 gennaio - Daniel Fagiani, ex calciatore argentino
- 22 gennaio - Annette Frier, attrice tedesca
- 22 gennaio - James Kakande, cantautore inglese
- 22 gennaio - Kaysha, cantante e rapper della Repubblica Democratica del Congo
- 22 gennaio - Sergej Kormil'cev, ex calciatore russo
- 22 gennaio - Barbara Masini, politica italiana
- 22 gennaio - Joseph Muscat, politico e dirigente sportivo maltese
- 22 gennaio - Crystal Robinson, ex cestista e allenatrice di pallacanestro statunitense
- 22 gennaio - Stephanie Rottier, ex tennista olandese
- 22 gennaio - Carlotta Sacerdote, epidemiologa italiana
- 22 gennaio - Jenny Silver, cantante svedese
- 23 gennaio - Karl Bonnici, ex calciatore maltese
- 23 gennaio - Maurice Cawa, ex calciatore francese
- 23 gennaio - Derek Cianfrance, regista e sceneggiatore statunitense
- 23 gennaio - Chris Corner, musicista e cantautore britannico
- 23 gennaio - Bernard Diomède, allenatore di calcio e ex calciatore francese
- 23 gennaio - Jack Fischer, ex astronauta, ufficiale e aviatore statunitense
- 23 gennaio - Masato Funaki, doppiatore giapponese
- 23 gennaio - Ulrich Le Pen, ex calciatore francese
- 23 gennaio - Christian Longo, criminale statunitense
- 23 gennaio - Anne Marivin, attrice francese
- 23 gennaio - Vitalij Milonov, politico russo
- 23 gennaio - Norah O'Donnell, giornalista statunitense
- 23 gennaio - Suzy Shortland, ex rugbista a 15 neozelandese
- 23 gennaio - Tiffani Thiessen, attrice statunitense
- 23 gennaio - Yuki Urushibara, fumettista giapponese
- 24 gennaio - Tim Biakabutuka, ex giocatore di football americano canadese
- 24 gennaio - Cyril Despres, pilota motociclistico e pilota di rally francese
- 24 gennaio - Attila Fekete, schermidore ungherese
- 24 gennaio - Michaël Gillon, astronomo e astrofisico belga
- 24 gennaio - Ed Helms, attore statunitense
- 24 gennaio - Mattias Hugosson, ex calciatore svedese
- 24 gennaio - Michael Madsen, allenatore di calcio e ex calciatore danese
- 24 gennaio - Sarah Ruhl, drammaturga e sceneggiatrice statunitense
- 24 gennaio - Melissa Tkautz, cantante, attrice e modella australiana
- 24 gennaio - Rokia Traoré, cantante e chitarrista maliana
- 24 gennaio - Filippo Valle, attore italiano
- 25 gennaio - Hinako Ashihara, fumettista giapponese († 2024)
- 25 gennaio - Adam Bousdoukos, attore e sceneggiatore tedesco
- 25 gennaio - Massimo Candura, politico italiano
- 25 gennaio - Roman Egorov, ex nuotatore russo
- 25 gennaio - Nuno Espírito Santo, allenatore di calcio e ex calciatore saotomense
- 25 gennaio - Carlo Gabardini, attore, scrittore e comico italiano
- 25 gennaio - Lidija Grigor'eva, ex mezzofondista e maratoneta russa
- 25 gennaio - Emily Haines, cantante canadese
- 25 gennaio - Utkirbek Haydarov, ex pugile uzbeko
- 25 gennaio - Phill Jones, ex cestista neozelandese
- 25 gennaio - Kamel Maddouri, politico tunisino
- 25 gennaio - Igor Miladinović, scacchista serbo
- 25 gennaio - Stefano Picchi, cantante italiano
- 25 gennaio - Steven Schneider, produttore cinematografico statunitense
- 25 gennaio - Dan Serafini, ex giocatore di baseball statunitense
- 26 gennaio - Giuseppe Anaclerio, ex calciatore italiano
- 26 gennaio - Albert van den Berg, rugbista a 15 sudafricano
- 26 gennaio - David Castedo, ex calciatore spagnolo
- 26 gennaio - César Cruchaga, ex calciatore spagnolo
- 26 gennaio - Elena Donati, ex nuotatrice italiana
- 26 gennaio - Rival Capone, rapper belga
- 26 gennaio - Simone Malusà, ex snowboarder italiano
- 26 gennaio - Kornélia Mészáros, ex cestista ungherese
- 26 gennaio - Radka Popova, ex biatleta bulgara
- 26 gennaio - Denis Stojkov, ex pentatleta russo
- 26 gennaio - Omar Treviño Morales, criminale messicano
- 26 gennaio - Kim van Kooten, attrice, sceneggiatrice e doppiatrice olandese
- 27 gennaio - Ole Einar Bjørndalen, ex biatleta e fondista norvegese
- 27 gennaio - Fama Fall, ex cestista senegalese
- 27 gennaio - Francesca Fava, attrice italiana
- 27 gennaio - Massimiliano Ferrigno, dirigente d'azienda e ex calciatore italiano
- 27 gennaio - Tim Harden, ex velocista statunitense
- 27 gennaio - Marco Malvaldi, scrittore italiano
- 27 gennaio - Yves Nza-Boutamba, ex calciatore gabonese
- 27 gennaio - Andrei Pavel, allenatore di tennis e ex tennista rumeno
- 27 gennaio - Jasmin Samardžić, ex calciatore croato
- 28 gennaio - Patrick Banda, calciatore zambiano († 1993)
- 28 gennaio - Tony Delk, ex cestista e allenatore di pallacanestro statunitense
- 28 gennaio - Steve Dugardein, allenatore di calcio e ex calciatore belga
- 28 gennaio - Jody Egginton, ingegnere, progettista e dirigente sportivo britannico
- 28 gennaio - Giuseppe Maffei, ex siepista italiano
- 28 gennaio - Davana Medina, culturista portoricana
- 28 gennaio - Ramsey Nasr, attore e poeta olandese
- 28 gennaio - Ty Olsson, attore canadese
- 28 gennaio - Kari Traa, ex sciatrice freestyle norvegese
- 28 gennaio - Weng Hsiao-mei, ex cestista taiwanese
- 28 gennaio - Yao Xia, ex calciatore cinese
- 29 gennaio - Michael Andersen, ex cestista danese
- 29 gennaio - Taketo Aoki, allenatore di pallacanestro e ex cestista giapponese
- 29 gennaio - Artur Kogan, scacchista ucraino
- 29 gennaio - David LaFleur, ex giocatore di football americano statunitense
- 29 gennaio - Igkor Mōraitīs, ex cestista georgiano
- 29 gennaio - William Murphy, ex calciatore nordirlandese
- 29 gennaio - Sara Nakayama, doppiatrice giapponese
- 29 gennaio - Mălina Olinescu, cantante rumena († 2011)
- 29 gennaio - Ndialou Paye, ex cestista senegalese
- 29 gennaio - Roberta Potrich, attrice, modella e conduttrice televisiva italiana
- 29 gennaio - Mariangela Tarì, scrittrice italiana
- 29 gennaio - Kōji Wada, cantante e blogger giapponese († 2016)
- 30 gennaio - Christian Bale, attore britannico
- 30 gennaio - Natalija Burdejna, arciera ucraina
- 30 gennaio - Olivia Colman, attrice britannica
- 30 gennaio - Maren Eggert, attrice tedesca
- 30 gennaio - Abdel El-Saqua, dirigente sportivo e ex calciatore egiziano
- 30 gennaio - Jemima Goldsmith, sceneggiatrice, produttrice televisiva e giornalista inglese
- 30 gennaio - Roger Hammond, dirigente sportivo, ex ciclista su strada e ciclocrossista britannico
- 30 gennaio - Martina Jerant, ex cestista canadese
- 30 gennaio - Andrea Maggi, docente, scrittore e personaggio televisivo italiano
- 30 gennaio - Terquin Mott, ex cestista statunitense
- 30 gennaio - Lucio Parrillo, artista italiano
- 30 gennaio - Sebastián Rambert, allenatore di calcio e ex calciatore argentino
- 30 gennaio - Reny Ribera, ex calciatore boliviano
- 30 gennaio - Charlie Zaa, cantante colombiano
- 30 gennaio - Boris Čatalbašev, scacchista bulgaro
- 31 gennaio - Ary Abittan, attore e umorista francese
- 31 gennaio - Othella Harrington, ex cestista, allenatore di pallacanestro e dirigente sportivo statunitense
- 31 gennaio - Hajnalka Hollósy, ex cestista ungherese
- 31 gennaio - Chad Hunt, ex attore pornografico statunitense
- 31 gennaio - Andrew Lockington, compositore canadese
- 31 gennaio - Afu-Ra, rapper statunitense
- 31 gennaio - Lea Ribarič, sciatrice alpina slovena († 1994)
- 31 gennaio - Anna Silk, attrice canadese
- 31 gennaio - Alina Słabęcka, ex cestista polacca
- 31 gennaio - Peter Slicho, ex calciatore slovacco
- 31 gennaio - Michael Waltz, politico statunitense